# Theodor von Pachmann

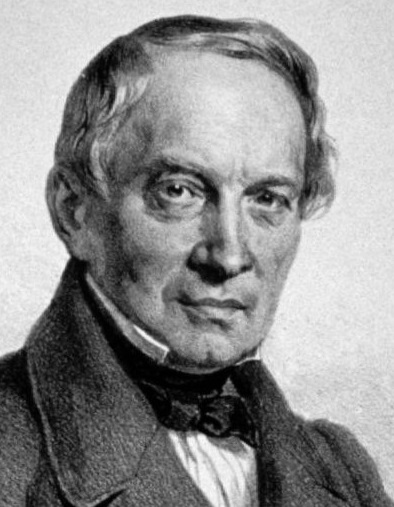
Theodor Pachmann, porträtiert von Josef Kriehuber (1862)

Anton Theodor Adalbert Pachmann, ab 1870 Ritter von Pachmann (auch Theodor Ritter von Pachmann; * 9. November 1801 in Horatitz (Schießelitz, Böhmen); † 11. Februar 1881 in Wien) war ein böhmischer römisch-katholischer Kirchenrechtler und Hochschullehrer.

## Leben
Pachmann war Sohn eines Beamten. Er erhielt die erste Bildung an seinem Heimatort und besuchte ab 1813 das Gymnasium im Kloster von Komotau. Im Herbst 1821 kam er an die Universität Prag, an der er Philosophie und Rechtswissenschaft studierte. Nachdem er 1825 das Studium abgeschlossen hatte, arbeitete er kurzzeitig in Advokatskanzleien. In dieser Zeit verwarf er den Plan, weiter die Laufbahn als Advokat zu verfolgen. Am 16. Juli 1828 wurde er in Prag zum Doktor beider Rechte promoviert.
Pachmann wandte sich mit dem Plan akademischer Lehrer zu werden nach Wien. Dort erhielt er zunächst eine Stelle als Hauslehrer bei der adeligen Familie Diller. Nachdem Thomas Dolliner in den Ruhestand wechselte, erhielt er 1832 die Stelle als supplierender Professor des römischen und kanonischen Rechts an der Universität Wien. 1834 kam er in selber Stellung an die Universität Olmütz. Dort erhielt er 1836 eine Stelle als ordentlicher Professor des römischen und Kirchenrechts. 1840/1841 war er Rektor der Universität. 1837 erfolgte außerdem die Ernennung zum fürsterzbischöflichen Konsistorialrat in Olmütz. 
Pachmann wechselte 1850 an die Wiener Universität auf den Lehrstuhl für römisches Recht und Kirchenrecht. Dort lehrte er bis zu seiner Versetzung in den Ruhestand 1870. Als Kirchenrechtler war er liberaler Romantiker. Er war enger juristischer Berater von Kaiser Maximilian I. von Mexiko und wurde von ihm 1865 mit dem Kommandeurskreuz des Guadalupe-Ordens ausgezeichnet. 1867 wurde er zum k.k. Regierungsrat ernannt.
Pachmann wurde 1870 für seine Verdienste als Ritter in den Adelsstand erhoben.

## Werke (Auswahl)
- Die Verjährung nach dem allgemeinen bürgerlichen Rechte in Oestreich, Sollinger, Wien 1833.
- Die Sacramentalien und gottesdienstlichen Verrichtungen, die äußere kirchliche Regierung in spiritueller und temporeller Beziehung, 2. Auflage, Braumüller, Wien 1851.
- Die Kirchenverwaltung bis zum Schlusse der Lehre von den Sacramenten, 2. Auflage, Braumüller, Wien 1851.
- Lehrbuch des Kirchenrechts, 3. umgearbeitete Auflage, 3 Bände, Braumüller, Wien 1863–1866.
- Ein ernstes Wort zum Verständnis der Lehre von der päpstlichen Unfehlbarkeit, Sartori, Wien 1871 (Digitalisat).